# Беатрис Бургундская (дочь Гуго IV)
Беатрис Бургундская (фр. Béatrix de Bourgogne; ок. 1264 — 1328) — французская аристократка, дочь герцога Гуго IV и его второй супруги Беатрисы Наваррской.
В возрасте 12 лет вышла замуж за Гуго XIII де Лузиньяна, графа де Ла Марш и д’Ангулем. Супруги прожили в браке около 27 лет, их брак был бездетным.
По некоторым данным, по её просьбе было написано знаменитое сочинение Иакова Ворагинского, которое получило название «Золотая легенда».
Скончалась около 1328 года в возрасте около 54 лет.